# Ходжман, Уилл
Уильям (Уилл) Эдвард Феликс Ходжман (англ. William [Will] Edward Felix Hodgman; р. 20 апреля 1969, Хобарт, штат Тасмания, Австралия) — австралийский юрист и политик. С марта 2006 года по январь 2020 года возглавлял тасманийское отделение Либеральной партии Австралии («Тасманийских либералов»). С 31 марта 2014 года по 20 января 2020 года — премьер Тасмании. В октябре 2017 — марте 2018 года также занимал должность Генерального прокурора Тасмании.

## Политическая карьера
На выборах в Палату собрания Тасмании, проходивших в июле 2002 года, Уилл Ходжман, будучи кандидатом от Либеральной партии, был избран от округа Франклин и далее назначен заместителем лидера оппозиции в Палате (то есть второй по величине фракции: Либеральная партия заняла 7 из 25 мест против 14, полученных Лейбористской) Рене Хиддинга.
На выборах 2018 года Ходжман был переизбран рекордным в истории Тасмании числом голосов: его поддержали 27 184 избирателя (38,5 % голосовавших в избирательном округе).
14 января 2020 года Уилл Ходжман объявил о своей отставке с постов премьера и лидера тасманийского отделения Либеральной партии Австралии, на которых его сменил казначей штата Питер Гутвейн, а также уходе из Палаты собрания штата. На момент отставки являлся депутатом Палаты с наибольшим сроком службы, наряду с двумя избранными одновременно с ним в 2002 году сопартийцами — Гутвейном и заместителем премьера Джереми Роклиффом.

## Семья
Отец Уильяма — министр по делам Столичной территории в правительстве премьер-министра Австралии Малкольма Фрейзера 1980—1983-х годов Майкл Ходжман (1938—2013). Дед по отцовской линии — президент (1981—1983) Тасманийского законодательного совета Билл Ходжман (1909—1997).